# Alex Méndez
Alex Méndez, né le 6 septembre 2000 à Los Angeles en Californie aux États-Unis, est un joueur américain de soccer qui évolue au poste de milieu de terrain au FC Vizela.

## Biographie

### En club
Né à Los Angeles en Californie aux États-Unis, Alex Mendez est formé par le club de sa ville natale, le Galaxy de Los Angeles.
En octobre 2018, Méndez annonce avoir signé un contrat professionnel avec le club allemand du SC Fribourg.
Le 30 juillet 2019, Alex Méndez signe un contrat de trois ans avec l'un des clubs les plus importants des Pays-Bas, l'Ajax Amsterdam,.
Le 3 juillet 2021, Alex Méndez rejoint le Portugal afin de s'engager en faveur du FC Vizela. Il signe un contrat de trois ans, soit jusqu'en juin 2024.

### En sélection
Alex Méndez est sélectionné avec l'équipe des États-Unis des moins de 20 ans pour participer au championnat de la CONCACAF des moins de 20 ans en 2018. Lors de cette compétition organisée dans son pays natal, il officie comme titulaire et prend part à sept matchs. Homme fort de l'équipe américaine durant le tournoi, il se distingue en marquant un total de huit buts en sept rencontres, mais également en délivrant six passes décisives.
Il est notamment l'auteur d'un doublé en phase de groupe contre le Suriname, avant d'inscrire les deux seuls buts de la finale, qui permettent à son équipe de l'emporter face au Mexique. 
Avec cette même sélection, il participe à la Coupe du monde des moins de 20 ans en 2019, qui se déroule en Pologne. Titularisé à quatre reprises lors de ce tournoi, il se met en évidence lors de la phase de poule, en délivrant deux passes décisives, contre le Nigeria et le Qatar. Les jeunes américains se hissent jusqu'en quarts de finale ; en étant battus par l'Équateur.

## Palmarès
- Vainqueur du championnat de la CONCACAF des moins de 20 ans en 2018 avec l'équipe des États-Unis des moins de 20 ans